# Шкода 100
Шкода 100 (чеш. Škoda 100) је аутомобил који је производила чехословачка фабрика аутомобила АЗНП. Производио се од 1969. до 1977. године.

## Историјат
Шкода 100 се појавила на тржишту 1969. године заменивши модел 1000 МБ. То је био први Шкодин аутомобил који је произведен у више од милион јединица. Мотори су били смештени позади што је било карактеристично у доба комунизма, такође и погон му је био на задним точковима. Имао је моторе од 1000, 1100 и 1200 кубика. Модел 110 је користио мотор од 1100 кубика, а иначе по свему је био идентичан са моделом 100. Мотор од 1200 кубика користила је спортска верзија модел 120 S, који су произведени у веома малом броју. Из модела 100 изведена је купе верзија Шкода 110 Р, која је била слична Поршеовим аутомобилима, али са много нижом ценом и перформансама.
Шкода 100 је претрпила само незнатну модификацију од свог претходника од кога је и преузела моторе и механичке делове. Због тога је само неколико година касније почела да заостаје за трендом у западној Европи. Највећа разлика је била у кочионом систему. Аутомобил је имао четвороцилиндрични редни водом хлађени бензински мотор смештен позади са четири мануелне брзине. Сви модели су били лимузине са четворо врата. Модел 110 LS и купе верзија су имали четири фара, најбољу опрему и постизали су максималну брзину од 140 km/h. Ови модели су углавном извожени на европска тржишта. Замењена је 1977. године моделом Шкода 120.

## Мотори
| Модел     | Тип | Запремина | Снага                | Производња | Произведено           |
| --------- | --- | --------- | -------------------- | ---------- | --------------------- |
| 100/100 L | 722 | 988 cm³   | 35 kW / 48 КС        | 1969−1977  | 602.020 + 217.767 (L) |
| 110 L     | 717 | 1107 cm³  | 39 kW / 53 КС        | 1969−1976  | 219.864               |
| 110 LS    | 719 | 1107 cm³  | 45 kW / 62 КС        | 1971−1976  | 40.057                |
| 120 S     | 728 | 1174 cm³  | 38-88 kW / 52-120 КС | 1971−1974  | 100                   |